# 維拉斯 (佛羅里達州)
維拉斯（英語：Villas）是位於美國佛羅里達州李縣的一個人口普查指定地區。

## 地理
維拉斯的座標為26°33′18″N 81°52′09″W / 26.55500°N 81.86917°W，而該地最高點為海拔高度3米（即10英尺）。

## 人口
根據2010年美國人口普查的數據，維拉斯的面積為12.40平方千米，當中陸地面積為12.10平方千米，而水域面積為0.30平方千米。當地共有人口11569人，而人口密度為每平方千米932人。